# Amina Merai
Amina Merai (* 28. August 1995 in Berlin) ist eine deutsche Schauspielerin.

## Leben
Amina Merai wuchs in Berlin auf. Ihr Vater stammt aus Tunesien, ihre Mutter aus Polen. Sie legte 2013 am Rückert-Gymnasium im Berliner Ortsteil Schöneberg das Abitur ab. Von 2015 bis 2019 studierte sie Schauspiel an der Filmuniversität Babelsberg Konrad Wolf. Seit Herbst 2018 ist sie Mitglied im Ensemble Schauspiel Stuttgart.

## Filmografie (Auswahl)
- 2016: Allein gegen die Zeit – Der Film
- 2017: Armans Geheimnis (Fernsehserie, 13 Folgen)
- 2017: Notruf Hafenkante (Fernsehserie, Folge 12x07 Ein neuer Anfang)
- 2018: Meine teuflisch gute Freundin
- 2019–2020: SOKO Stuttgart (Fernsehserie, fünf Folgen)
- 2020: Irgendwann ist auch mal gut
- 2021: Helen Dorn: Die letzte Rettung
- 2022: Der Überfall (Fernsehserie, sechs Folgen)
- 2022: In aller Freundschaft – Die jungen Ärzte (Fernsehserie, Folge 283 Helfen)
- 2023: Nichts, was uns passiert
- 2023: SOKO Leipzig (Fernsehserie, Folge 24x17 Mordsmäßig)
- 2024: Nord bei Nordwest – Der doppelte Lothar
- 2025: In aller Freundschaft – Die jungen Ärzte (Fernsehserie, Folge 403 Zwiespalt)
- 2025: Tatort: Mike & Nisha